# 2009年東亞運動會籃球比賽
2009年東亞運動會籃球比賽於12月2日至11日在香港體育館及西區公園體育館進行，賽事的最後一天為決賽日，頒發兩面金牌。

## 比賽場地
| 照片 | 場地           | 位置   | 舉行項目     |
| ---- | -------------- | ------ | ------------ |
|      | 香港體育館     | 紅磡   | 季軍戰、決賽 |
|      | 西區公園體育館 | 西營盤 | 分組賽、四強 |

## 男子參賽球隊
- A組
  -  中華台北
  -  中國澳門
  -  蒙古
  -  中國

- B組
  -  日本
  -  中國香港
  -  韓國
  -  關島

## 女子參賽球隊
- 中國
- 日本
- 韓國
- 中華台北
- 關島 (退出)
- 中國香港

## 賽事過程
| 日期           | 時間  | 項目       | 球隊     | 結果   | 球隊     | 球場           |
| -------------- | ----- | ---------- | -------- | ------ | -------- | -------------- |
| 2009年12月2日  | 11:00 | 女子分組賽 | 中國     | 69:61  | 中華台北 | 西區公園體育館 |
| 2009年12月2日  | 13:15 | 女子分組賽 | 韓國     | 60:91  | 日本     | 西區公園體育館 |
| 2009年12月2日  | 15:30 | 男子分組賽 | 日本     | 74:66  | 韓國     | 西區公園體育館 |
| 2009年12月2日  | 17:45 | 女子分組賽 | 中國香港 | 取消   | 關島     | 西區公園體育館 |
| 2009年12月2日  | 20:00 | 男子分組賽 | 中國香港 | 94:62  | 關島     | 西區公園體育館 |
| 2009年12月3日  | 11:00 | 女子分組賽 | 日本     | 59:54  | 中國     | 西區公園體育館 |
| 2009年12月3日  | 13:15 | 女子分組賽 | 關島     | 取消   | 韓國     | 西區公園體育館 |
| 2009年12月3日  | 15:30 | 男子分組賽 | 中華台北 | 118:59 | 中國澳門 | 西區公園體育館 |
| 2009年12月3日  | 17:45 | 女子分組賽 | 中華台北 | 112:47 | 中國香港 | 西區公園體育館 |
| 2009年12月3日  | 20:00 | 男子分組賽 | 中國     | 111:77 | 蒙古     | 西區公園體育館 |
| 2009年12月4日  | 11:00 | 女子分組賽 | 中國     | 取消   | 關島     | 西區公園體育館 |
| 2009年12月4日  | 13:15 | 女子分組賽 | 日本     | 63:76  | 中華台北 | 西區公園體育館 |
| 2009年12月4日  | 15:30 | 男子分組賽 | 關島     | 54:104 | 日本     | 西區公園體育館 |
| 2009年12月4日  | 17:45 | 女子分組賽 | 中國香港 | 51:102 | 韓國     | 西區公園體育館 |
| 2009年12月4日  | 20:00 | 男子分組賽 | 韓國     | 108:67 | 中國香港 | 西區公園體育館 |
| 2009年12月5日  | 11:00 | 男子分組賽 | 中國澳門 | 36:107 | 中國     | 西區公園體育館 |
| 2009年12月5日  | 13:15 | 男子分組賽 | 蒙古     | 94:132 | 中華台北 | 西區公園體育館 |
| 2009年12月6日  | 11:00 | 女子分組賽 | 中華台北 | 取消   | 關島     | 西區公園體育館 |
| 2009年12月6日  | 13:15 | 女子分組賽 | 中國     | 78:62  | 韓國     | 西區公園體育館 |
| 2009年12月6日  | 15:30 | 男子分組賽 | 中國香港 | 69:92  | 日本     | 西區公園體育館 |
| 2009年12月6日  | 17:45 | 女子分組賽 | 日本     | 125:41 | 中國香港 | 西區公園體育館 |
| 2009年12月6日  | 20:00 | 男子分組賽 | 關島     | 72:121 | 韓國     | 西區公園體育館 |
| 2009年12月7日  | 11:00 | 女子分組賽 | 韓國     | 56:91  | 中華台北 | 西區公園體育館 |
| 2009年12月7日  | 13:15 | 女子分組賽 | 關島     | 取消   | 日本     | 西區公園體育館 |
| 2009年12月7日  | 15:30 | 男子分組賽 | 中國澳門 | 92:89  | 蒙古     | 西區公園體育館 |
| 2009年12月7日  | 17:45 | 女子分組賽 | 中國香港 | 31:117 | 中國     | 西區公園體育館 |
| 2009年12月7日  | 20:00 | 男子分組賽 | 中華台北 | 48:76  | 中國     | 西區公園體育館 |
| 2009年12月8日  | 13:15 | 女子四強   | 中華台北 | 78:58  | 韓國     | 西區公園體育館 |
| 2009年12月8日  | 15:30 | 女子四強   | 中國     | 79:77  | 日本     | 西區公園體育館 |
| 2009年12月8日  | 17:45 | 男子四強   | 中國     | 59:91  | 韓國     | 西區公園體育館 |
| 2009年12月8日  | 20:00 | 男子四強   | 日本     | 67:69  | 中華台北 | 西區公園體育館 |
| 2009年12月11日 | 13:15 | 女子季軍戰 | 韓國     | 77:86  | 日本     | 香港體育館     |
| 2009年12月11日 | 15:30 | 男子季軍戰 | 中國     | 71:79  | 日本     | 香港體育館     |
| 2009年12月11日 | 17:45 | 女子決賽   | 中華台北 | 58:83  | 中國     | 香港體育館     |
| 2009年12月11日 | 20:00 | 男子決賽   | 韓國     | 98:97  | 中華台北 | 香港體育館     |

## 獎牌分佈
| 項目 | 金牌 | 银牌     | 铜牌 |
| 男子 | 韓國 | 中華台北 | 日本 |
| 女子 | 中國 | 中華台北 | 日本 |